# Cantone di Levier
Il Cantone di Levier /ləˈvje/ era una divisione amministrativa francese dell'arrondissement di Pontarlier.
A seguito della riforma approvata con decreto del 25 febbraio 2014, che ha avuto attuazione dopo le elezioni dipartimentali del 2015, è stato soppresso.

## Composizione
Comprendeva i comuni di:
- Arc-sous-Montenot
- Bians-les-Usiers
- Boujailles
- Bulle
- Chapelle-d'Huin
- Courvières
- Dompierre-les-Tilleuls
- Évillers
- Frasne
- Goux-les-Usiers
- Levier
- Septfontaines
- Sombacour
- Villeneuve-d'Amont
- Villers-sous-Chalamont